# الظروة (الزاهر)

تعديل مصدري - تعديل

الظروة هي إحدى قرى عزلة الزاهر بمديرية الزاهر التابعة لمحافظة البيضاء، بلغ تعداد سكانها 222 نسمة حسب تعداد اليمن لعام 2004.